# Matbyttan, Närke
Matbyttan är en sjö i Örebro kommun i Närke och ingår i Norrströms huvudavrinningsområde.